# Bibbi Segerström
Bibbi Gunilla Segerström-Dobkousky (Linköping, 12 giugno 1943 – 31 ottobre 2014) è stata una nuotatrice svedese, specializzata nello stile libero.

## Biografia
Ha rappresentato la Svezia ai Giochi olimpici estivi di Roma 1960, dove di è classificata 8ª nei 400 m stile libero e 6ª nella staffetta 4x100 m stile libero, con le connazionali Inger Thorngren, Karin Larsson e Kristina Larsson.
Dopo le Olimpiadi si è sposata ed ha assunto il cognome del marito, Dobkousky, stabilendosi in California, dove ha cresciuto i due figli, Mark e Jill.